# Zgrada Kreditne banke u Nišu
Zgrada Kreditne banke u Nišu je poslednja zgrada u nizu starih objekata na Trgu Kralja Milana i ubraja se kao deo celine u spomenike kulture.

## Istorijat i arhitektura
Prema spomen-ploči u holu zgrade, objekat je podignut 1927. godine za potrebe Kreditne banke, kojom je tada upravljao bankar Đorđe M. Crvenić, sa članovima Odbora: Dragutin Manojlović, Stojan Popović, Milivoje Bošković, Mihajlo Kocić, Sotir M. Popović, Todor V. Manojlović i Haralampije Kostić. Kreditna banka je nastala 1928. godine od Niške mehansko-kafanske zadruge. Zgrada je ugaona dvospratna građevina, sa ulazom sa keja, mansardnim krovom, dva balkona i velikim prizemnim prostorom u kojem je sada knjižara.
Stambeni prostor zgrade koristili su: zubni lekar Božidar Ristić i građevinski inženjer Konstantin Jovanović. Susedna zgrada, podignuta 1931. godine u istom stilu, tkaođe je bila u sastavu kreditne banke.